# Ахунов В'ячеслав Романович
В'ячесла́в Рома́нович Ахуно́в (нар. 2 липня 1948, м. Ош, Киргизька РСР, СРСР)— узбецький і киргизький художник, засновник сучасного мистецтва в Узбекистані, представник незалежної арт-сцени, що зв'язала між собою дві епохи нонконформістського мистецтва— радянську і пострадянську. В кінці 1970-х років сформулював свій напрямок у творчості як «соціалістичний модернізм».
З 2011 року В'ячеслав Ахунов є невиїзним зі своєї країни— влада Узбекистану позбавили художника можливості виїжджати за кордон для участі у виставках з формулюванням «недоцільно».
З кінця 90-х художник бере участь у найбільших виставках:
- 55, 52, 51 Венеційська Бієнале (2013, 2007, 2005);
- Сінгапурська бієнале сучасного мистецтва (2013, 2006);
- documenta13 (2012);

Перша Київська Бієналє Сучасного мистецтва «Арсеналє», 2012;
- «Атлас», Museo Nacional Centro de Arte Reina Sofia, Мадрид, Іспанія— ZKM
- Museum fur Neue Kunst, Карлсуруе, Німеччина— Sammlung Faickenberg, Гамбург, Німеччина (2011—2010), «остальгія» New Museum of Contemporary Art, Нью-Йорк, США (2011);
- 11-я міжнародна бієнале сучасного мистецтва в Стамбул (2009)
- «Сліди сакрального», Центр Помпіду, Париж, Франція;
- Будинок художника, Мюнхен, Німеччина (2008)

### Громадянська позиція
2014 року В’ячеслав підтримав   українську  Революцію гідності.  За його участі створювався візуальний проєкт «Слава Героям  Майдану», спільно з  художником  Олегом Харчем , який демонструвався безпосередньо під час подій і підтримував борців за незалежність та свободу..
Роботи знаходяться в збірках:

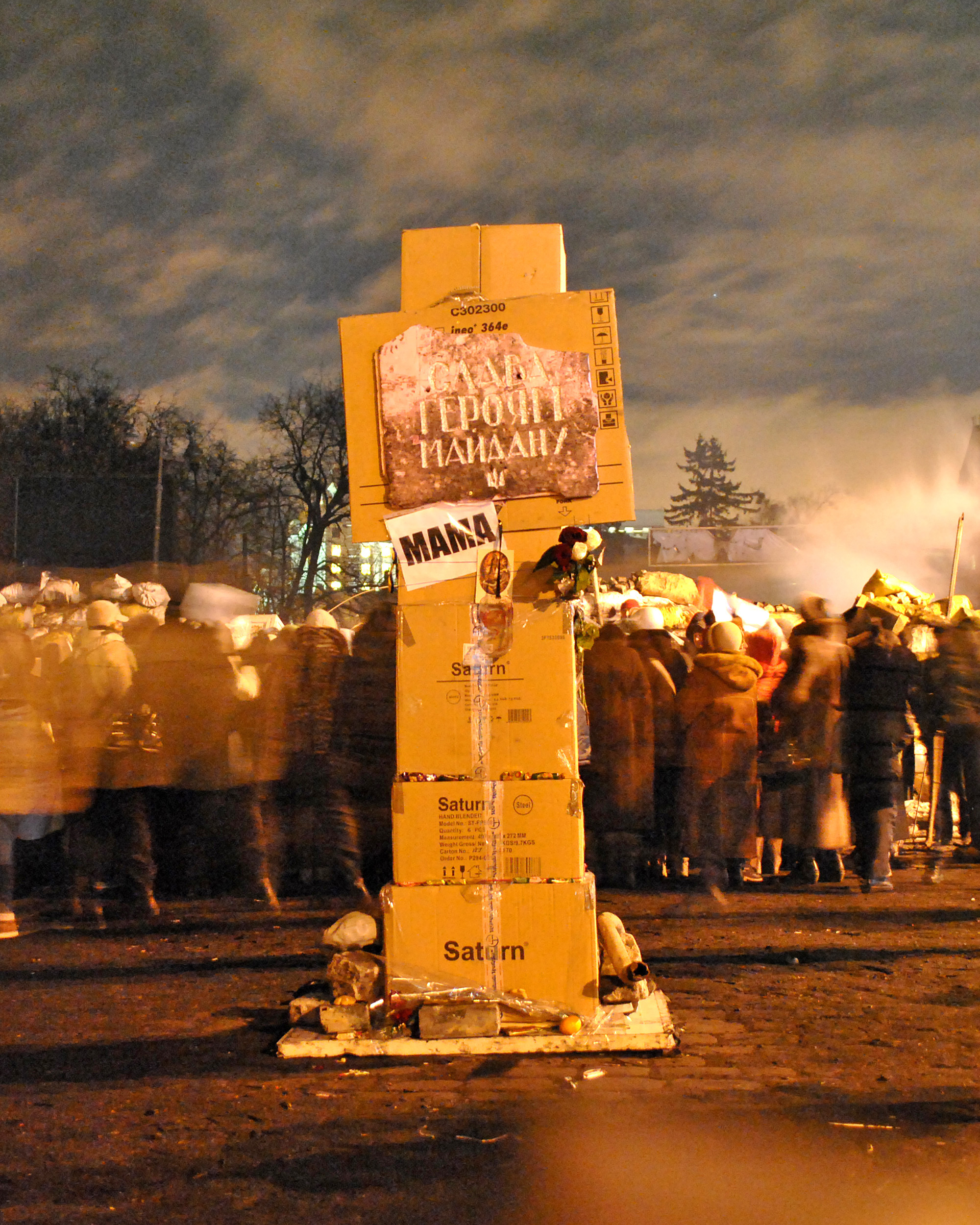
Перший тимчасовий пам'ятний знак загиблим героям був встановлений у Києві на вулиці Грушевського 25-26 січня 2014, автори О. Харч і В. Ахунов

- Musée d'Art Moderne Grand-Duc Jean (Musée d'Art Moderne Grand-Duc Jean (MUDAM) — Visit Luxembourg); Люксембург
- Museum of Contemporary Art Antwerp (M HKA), Антверпен, Бельгія
- Museum of Fine Arts, Гент, Бельгія
- Державна Третьяковська галерея, Москва, Росія
- Державний Музей мистецтва імені Ігоря Віталійовича Савицького, Нукус, республіка Каракалпакстан
- Дирекція виставок Міністерства культури Республіки Узбекистан
- Національний Музей мистецтв Узбекистану. Ташкент, Узбекистан
- Самаркандський обласний краєзнавчий музей, Самарканд, Узбекистан
- Міська художня галерея, Ургенч, Узбекистан
- Дирекція виставок Міністерства культури СРСР
- Дирекція виставок Спілки художників СРСР
- Дирекція виставок Спілки художників Республіки Узбекистан
- Колекція Enea Righi, Італія